# Projet Dragonfly
Le Projet Dragonfly est la première étude de conception qui évalue la faisabilité d'une sonde interstellaire propulsée par laser, menée par l'Initiative for Interstellar Studies,.
Contrairement aux études antérieures sur les missions interstellaires sans pilote, telles que le projet Daedalus et le projet Icare, l'accent est mis en particulier sur un petit vaisseau spatial. Le projet a été fondé en 2013 par l'Initiative for Interstellar Studies (i4is).

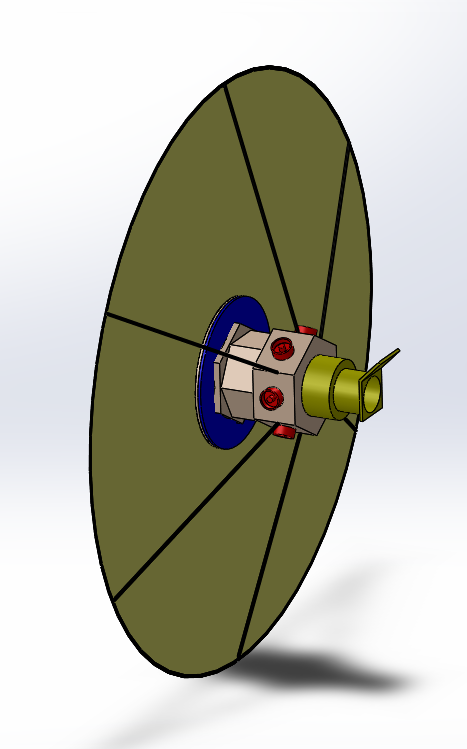
Vue d'artiste de la sonde Dragonfly : ce concept a remporté le concours de design du projet Dragonfly.

Un concours de conception est lancé en 2014. L'objectif est de concevoir un vaisseau spatial capable d'atteindre Alpha du Centaure dans un délai de 100 ans en utilisant des technologies existantes ou à court terme et une puissance de faisceau inférieure à 100 GW. Quatre équipes présentent leurs conceptions lors de l'atelier final à la British Interplanetary Society à Londres en juillet 2015. Les équipes sont composées d'étudiants de l'université du Caire, de l'université de Cranfield, de l'Institut Skolkovo des sciences et technologies (en), de l'université A&M du Texas, de l'université technique de Munich et de l'université de Californie à Santa Barbara,. L'équipe du WARR (en) de l'université technique de Munich remporte le concours.
Le projet de l'université de Californie à Santa Barbara a ensuite évolué pour devenir le projet Breakthrough Starshot de Breakthrough Initiatives. Les résultats du concours ont ensuite été publiés dans des revues scientifiques à comité de lecture,,,. Le concours a été accompagné d'une campagne Kickstarter qui a été soutenue par des artistes illustrateurs scientifiques tels que David A. Hardy (en).